# Reinaldo Felisbino
Reinaldo Felisbino, detto Lela (Bauru, 17 aprile 1962), è un ex calciatore brasiliano, di ruolo attaccante. È il padre dei due calciatori Alecsandro e Richarlyson.

## Caratteristiche tecniche
Giocava come attaccante, più precisamente come ala destra. Di bassa statura, aveva le gambe corte (era dunque un giocatore brevilineo) ma era dotato di grande velocità e abilità tecnica, nonché di una certa dose di opportunismo.

## Carriera

### Club
Nato nello stato di San Paolo, si fece notare a Bauru con il Noroeste, società con cui esordì in campionato molto giovane, a sedici anni, il 2 luglio 1978 contro il Coritiba, entrando a partita in corso in luogo di Amadeu. Nel 1981 si trasferì all'Internacional di Limeira, ove nella stagione 1982 segnò otto reti in tredici gare. Il giovane calciatore, considerato una promessa, fu acquistato dapprima dal Santo André e successivamente dal Fluminense, formazione di Rio de Janeiro per cui però disputò solo quattro gare, di cui nessuna in prima divisione brasiliana. Nel 1983 arrivò al Coritiba, club con cui visse il suo miglior periodo da professionista, risaltando per la prima volta nella Copa Brasil 1984: durante questo torneo segnò dieci reti in ventidue gare. Le buone prestazioni del 1984 fecero da preludio alla vittoriosa stagione successiva: il Taça de Ouro 1985 fu vinto dal Coritiba, con Lela decisivo in almeno due occasioni: una contro il Joinville, in cui marcò il gol della vittoria, e un'altra contro il Santos, in cui evitò l'eliminazione della sua squadra con una rete. Lela giocò inoltre da titolare nella finale di quella competizione, giocata al Maracanã contro il Bangu. L'anno successivo vinse il titolo statale, e nel 1988 lasciò il Coritiba per il Sampaio Corrêa: le sue partite con la maglia della squadra di Curitiba gli permisero di essere considerato uno dei maggiori idoli della storia della società. Concluse la carriera nel 1995, dopo aver disputato due partite con il Palmares in Coppa del Brasile.

### Nazionale
Con 5 gol segnati fu capocannoniere alla pari con Enzo Francescoli del Campionato sudamericano di calcio Under-20 1981.
Lela fece parte della nazionale brasiliana olimpica che partecipò al Torneo Pre-Olimpico CONMEBOL 1980 tenutosi in Colombia; giocò contro Venezuela e Perù, in entrambe le occasioni da subentrato.

## Palmarès

### Club

#### Competizioni nazionali
- Campionato brasiliano: 1

Coritiba: 1985
- Campionato Paranaense: 1

Coritiba: 1986